# Lucien Lemoine
 (juin 2024).
Pour les articles homonymes, voir Lemoine.
Lucien Lemoine, né le 19 décembre 1923 à Jacmel en Haïti et mort le 13 janvier 2010 à Dakar, au Sénégal, est un dramaturge, comédien, poète, homme de radio qui a fui la dictature de François Duvalier en Haïti avant de devenir citoyen Sénégalais.
Il est l'époux de la comédienne et femme de lettres Jacqueline Scott-Lemoine.

## Biographie

### Exil à paris
Né le 19 décembre 1923, il commence une carrière théâtrale en Haïti. Au début des années 1960, il émigre à Paris où il rencontre sa femme, la comédienne Jacqueline Scott-Lemoine, elle aussi Haïtienne, qui est déjà installée à Paris depuis 1962 pour avoir fui le régime Duvalier et avec qui il se marie le 15 juillet 1964 à l'ambassade d'Haïti dans la capitale française avec pour témoin de mariage Aimé Césaire,,,.

### Tournée théâtrale en Europe et en Afrique
En 1966, Lucien Lemoine et Jacqueline Scott-Lemoine se déplacent au Sénégal avec la troupe du metteur en scène Jean-Marie Serreau, dans laquelle ils sont tous les deux comédiens, pour y jouer ensemble au premier festival mondial des arts nègres, organisé par Léopold Sédar Senghor, la pièce de théâtre qu'Aimé Césaire a créé quelques années plus tôt en 1963 : La tragédie du roi Christophe,,,,. Lucien Lemoine y joue le personnage du Baron de Vastey, tandis que son épouse joue celui de la Reine. La pièce a connu un succès retentissant en Europe, notamment à Salzbourg en Autriche, mais la première de la pièce au théâtre Sorano de Dakar est un événement d'une autre dimension qui rassemble un nombre important de célébrités et de personnalités de tous horizons ; l'Empereur Hailé Sélassié, le neveu du Roi du Maroc le représentant, Joséphine Baker, André Malraux, James Baldwin, Cheikh Anta Diop et d'autres,. Lemoine qui tient un rôle central dans la pièce gardait le vif souvenir de l'expérience d'une audience exceptionnelle et la relate dans son livre Douta Seck ou La tragédie du roi Christophe.

### Installation au Sénégal
À l'issue du festival, Léopold Sédar Senghor alors président de la république du Sénégal lui offre l'asile politique, comme à d'autres artistes haïtiens,, répondant ainsi à une demande que Lucien Lemoine lui a faite par écrit quelques mois plus tôt, où il y exprimait son désir de s'installer au Sénégal. En 1976 il acquiert, avec sa femme, la nationalité sénégalaise,,.
Résidant à Dakar, il  travaille dans le milieu culturel dakarois et met en scène de nombreuses pièces,. Il est journaliste à la Radio télévision sénégalaise où il présente notamment l'émission de radio La voix des poètes, co-animée avec son épouse Jacqueline Scott-Lemoine durant douze années,,, ce qui les fait largement connaître du grand public. Ils forment également ensemble les étudiants en journalisme du pays en expression orale au Centre d'enseignement des sciences et techniques de l'information (CESTI), dans des ateliers de pratique théâtrale que Lucien Lemoine a créé avec le concours du directeur du théâtre Sorano Ousmane Diakhaté.
Dans son activité de metteur en scène au Sénégal, Lucien Lemoine collabore à quatre reprises avec sa femme dans des pièces de Café théâtre. Par son travail journalistique Lucien Lemoine a été un grand chroniqueur du théâtre africain.

### Décès
Sa carrière professionnelle a été très liée avec celle de sa femme, du fait d'une grande complicité dans le couple qu'ils formaient. À sa mort, en 2010, le poète Amadou Lamine Sall lui rend hommage en déclarant : 

« Longtemps, bien longtemps dans le temps, nos fils et petits-fils découvriront une femme et un homme qui ont servi les seuls espaces humains qui ne sont pas à vendre mais à conquérir: l'esprit et la pensée. »

Son épouse décède 17 mois après lui.

## Théâtre
- 1964-1966, La tragédie du roi Christophe d'Aimé Césaire, mise en scène de Jean-Marie Serreau, rôle du baron de Vastey. Tournées européennes et africaines.

## Filmographie en tant qu'acteur
- 1972 : Le Décaméron noir (Il Decamerone nero en langue originale italienne) de Piero Vivarelli, Fiction, Rôle du juge, 98 min, Italie.

## Publication de l'auteur

### Ouvrages
- Lucien Lemoine, Le veilleur de jour, Dakar, Nouvelles Éditions Africaines, 1980précédé de Difficulté et charme d’être métis par Léopold Sédar Senghor
- Lucien Lemoine, Onze et un poèmes d’amour, Paris, Seghers, 1966
- Lucien Lemoine, Douta Seck ou La tragédie du roi Christophe, Paris, Présence Africaine, 1993 (présentation en ligne)

### Ouvrages collectifs
- Lucien Lemoine, « Lettre à René Depestre », dans Léopold Sédar Senghor, Poésie nègre et liberté : 1948-1998, cinquantenaire de l’Anthologie de la nouvelle poésie nègre et malgache de langue française, Dakar, Fondation Léopold Sédar Senghor, 1998
- Lucien Lemoine, « Je suis né », dans Georges Castera, Claude Pierre, Rodney Saint-Éloi, Lyonel Trouillot, Anthologie de la poésie haïtienne. Un siècle de poésie (1901-2001), Montréal, Mémoire d’encrier, 2003, p. 103-106
- Lucien Lemoine, « Les yeux ouverts », dans Georges Castera, Claude Pierre, Rodney Saint-Éloi, Lyonel Trouillot, Anthologie de la poésie haïtienne. Un siècle de poésie (1901-2001), Montréal, Mémoire d’encrier, 2003, p. 103-106
- Lucien Lemoine, « Les mangues du petit déjeuner (extrait de Peut-être un soir m’attend) », dans Mémoires en miette, Présence Africaine, 2004, p. 187-188
- Lucien Lemoine, « Je suis né », « Et quand je pense qu’au milieu de tout ce sang c’était le mois de mai » et « Au bout du petit matin » (extraits de Onze et un poèmes d’amour) et « Carrefour » (Le Veilleur de jour), dans Jacques Rancourt Figures d’Haïti; 35 poètes pour notre temps, Paris, Le Temps des Cerises, 2005, p. 47-50.

### Articles
- Lucien Lemoine, « Maître, Prenez La Parole », Présence Africaine, Paris, nos 151/152,‎ 1995, p. 35–47 (JSTOR 24351722, lire en ligne , consulté le 17 mai 2024). Numéro en hommage à Aimé Césaire

## Sources